# You're a Sap, Mr. Jap
You're a Sap, Mr. Japは、パラマウント映画が1942年に発表したアニメーション短編映画及びその主題歌のタイトルである。タイトルは直訳で「あんたは間抜け、ミスター・ジャップ」となる。本作はフライシャー・スタジオから権利を引き継いだフェイマス・スタジオによって作成された『ポパイ・シリーズ』最初の一編であった。第二次世界大戦中のアメリカにおける最もよく知られたプロパガンダアニメ映画の1つである。またポパイ・シリーズの中でブルートやオリーブなどのキャラクターが登場しない一編としても知られる。

## 概要
タイトルはジェイムス・キャヴァナー、ジョン・レドモンド 、ナット・サイモンの曲から取られた。本作は日本人に対する激しい差別描写やクライマックスの日本海軍将校の自殺シーンなどの過激な描写を理由に長らくソフト化されなかった。しかし2008年11月に発売された「Popeye the Sailor: 1941–1943, Volume 3」にてようやくソフト化された。
同時期に作られたポパイのプロパガンダ映画としては他に「Scrap the Japs」や「Spinach Fer Britain」、「Seein' Red, White 'N' Blue」等がある。(ポパイ#戦争とポパイが詳しい｡)

## あらすじ
ある日、ポパイが『You're a Sap, Mr. Jap』を歌いながらアメリカ海軍の巡視艇で航海していると、吊り目で出っ歯、眼鏡というステレオタイプな東アジア人の描写で辮髪、ツングース風の衣服に下駄のようなものを履いて釣り糸を垂らす「日本人」の乗った一艘のボートがあった。ポパイは錨でボートを捕らえて臨検するが、「日本人」はポパイに平和条約を提案する。ポパイは喜んで署名に応じるが、「日本人」は背後からハンマーで殴りつけたり、靴にダイナマイトを差し込んだりと意地悪を始めた。怒ったポパイが追い詰めると「日本人」は逃げ出してラッパを吹きながらボートのハッチに飛び込んで隠れてしまう。そのラッパを合図に、巨大な戦艦が浮上してくる。ポパイがボートだと思っていたのは、実は巨大な戦艦の艦橋の一部だったのである。ポパイと巡視艇はそのまま転落し、砲撃を受けて海に沈められてしまう。そして遂にポパイはほうれん草を食べ一気に反撃に出る。息を吹き込んで巡視艇を浮上させると戦艦に飛び移り、砲塔から砲身を引っこ抜き、甲板にいた水兵を全て海にたたき落とした。そして一息つこうと柱に寄りかかると、艦橋が軋み始めて一気に崩壊してしまう。そしてポパイは破片の1つに当時欧米で「粗悪」の代名詞であった"MADE IN JAPAN"（日本製）の文字を見つけ、あざ笑いながら握り潰す。一方、艦内では唯一残った艦長がガソリンと爆竹を飲んで自決を図る。それを知ったポパイは巡視艇に飛び乗り退避。ポパイが双眼鏡ごしに眺める中、日本軍の戦艦は爆発して真っ二つになり、軍艦旗がまるで水洗トイレの様に海中に回りながら沈んでゆくのであった。

## スタッフ
- 製作 - シーモア・ニーテル、イサドア・スパーバー(全員クレジット無し)
- 製作補 - サム・ブチュワード(クレジット無し)
- 監督 - ダン・ゴードン
- 原画 - ジム・タイヤー、ジョージ・ゲルマネッチ
- 脚本 - ジム・タイヤー、カール・ミーヤー
- 録音システム - ウエスタン・エレクトリック
- アニメーション制作 - フェイマス・スタジオ
- 配給 - パラマウント映画

## 本作品と同時期のプロパガンダアニメ
- 第二次世界大戦を描いた短編映画のリスト（英語版）
- バッグス・バニー
  - Bugs Bunny Nips the Nips（英語版）
  - Any Bonds Today?（英語版）
- ドナルドダック
  - 総統の顔
  - 新しい精神
- 日本のプロパガンダアニメ
  - オモチャ箱シリーズ第3話 絵本一九三六年
  - 桃太郎の海鷲
  - 桃太郎 海の神兵